# Маллет (зачіска)

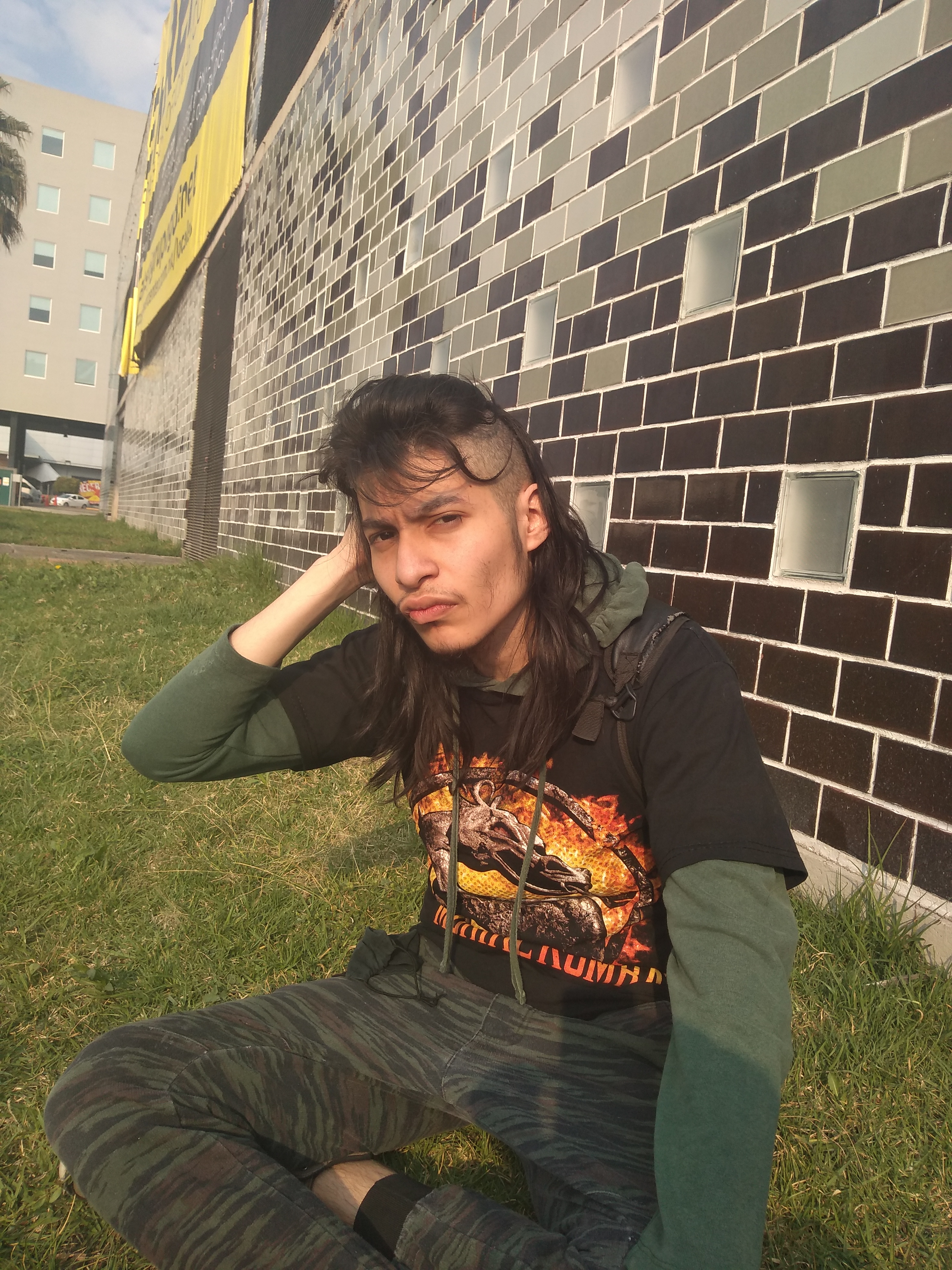
Як видно тут, ця зачіска зазвичай робиться шляхом гоління з боків голови, але залишаючи довге волосся спереду і ззаду

Малет (англ. mullet) — це тип зачіски (фризу́ри), в якому волосся підстрижене коротко спереду і з боків, а ззаду воно довге. Американці кажуть про малет: «Ділова спереду, для вечірки ззаду» (англ. It's all business in the front, and all party in the back). Малет носять як чоловіки, так і жінки.
Маллет відрізняється від «щурячого хвостика» — вузького пасма довгого волосся, залишеного ззаду. Існує безліч варіацій на тему зачіски маллет, але справжня повинна мати не менше 8—10 см довжини.

## Походження

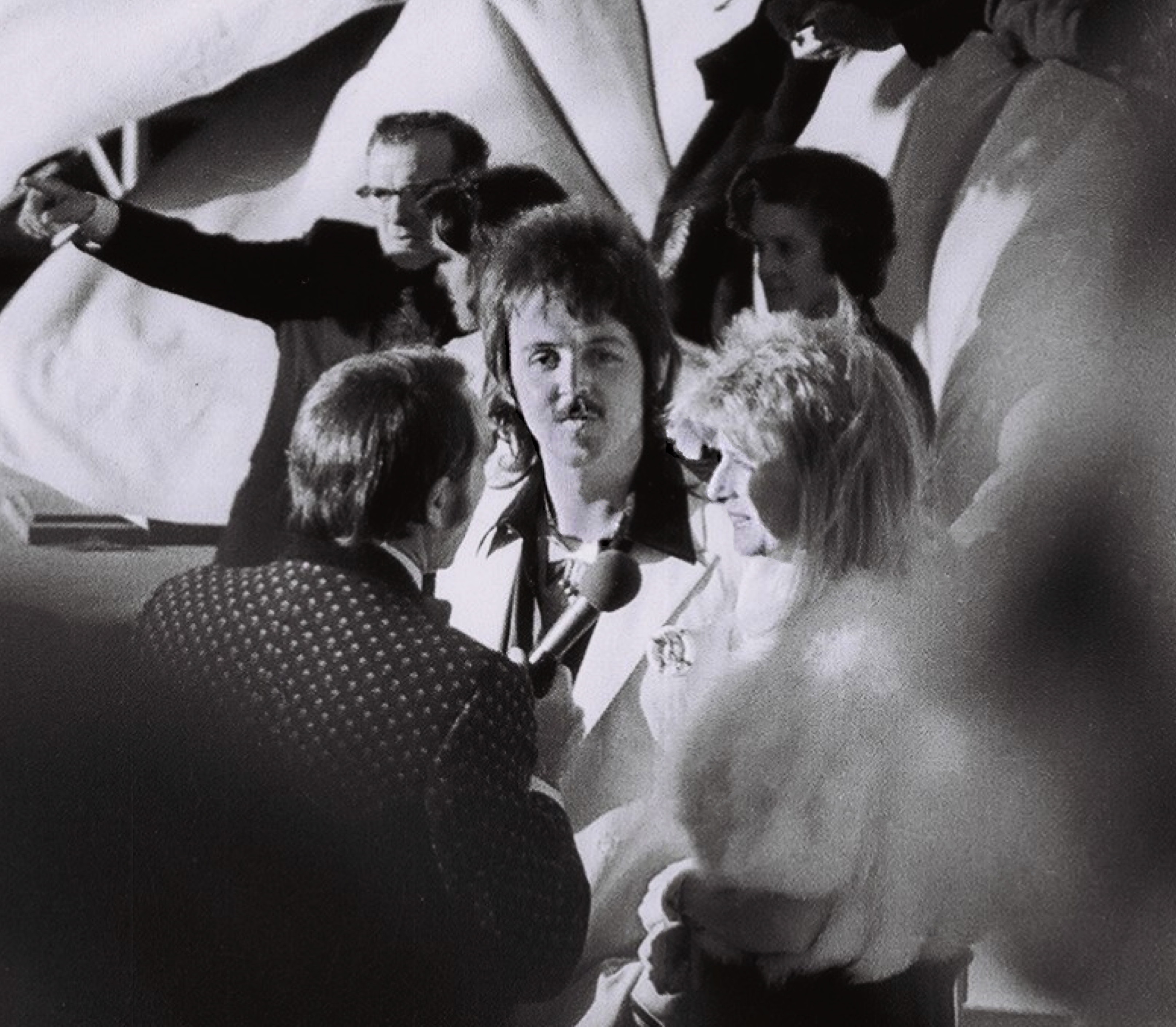
Пол Маккартні з зачіскою Маллет в 1974 році.

Походження зачіски маллет не цілком зрозуміле. Ентузіасти стверджують, що такі зачіски носили стародавні єгиптяни, а також галли та скандинави. Згідно з американськими легендам, рибалки в XIX столітті носили довге волосся ззаду, щоб не застудити шию, і це послужило виникненню назви англ. mullet, що в перекладі з англійської означає «кефаль». Термін також згадується у фільмі «Холоднокровний Люк» 1967 року за участю Пола Ньюмена і Джорджа Кеннеді, в якому герой Кеннеді називає чоловіків із довгим волоссям «маллетоголовими» (англ. Mulletheads). В США зачіска маллет асоціювалася з «білим непотребом» — декласованим білим населенням, яке наймалося на роботи нарівні з неграми. Пізніше зачіска маллет стала модною серед рок-музикантів.
Мода на маллет повернулася в 1970—1980-х роках, значну роль в її популяризації відіграв рок-співак Девід Бові. Якщо в 70-х зачіска була короткою, то в 80-х вона значно подовжилася, що разом із модою на мелірування волосся, спричинило досить гротескний ефект.
Маллет носили багато кіноакторів, спортсменів і рок-музикантів. У Канаді та скандинавських країнах маллет навіть називають «зачіскою хокеїста» (hockeyfrilla). Згідно з традиційною версією, запропонованою Оксфордським словником, термін mullet був придуманий музикантами групи «Beastie Boys», хоча вираз «mullet-headed» зустрічається ще в Марка Твена в романі «Пригоди Гекльберрі Фінна».
Поворотним пунктом у популярності зачіски стала критична стаття Майка Ді в журналі групи «Beastie Boys», опублікована в 1995 році. «Немає нічого гіршого, — говорилося в ній, — за погану зачіску. І, мабуть, найгіршим прикладом тут є те, що ми називаємо маллет». Наступні кілька сторінок містили пасквіль щодо зачіски, який супроводжувався великою кількістю фотографій знаменитостей, які носили цей стиль. Незабаром після того, як стаття була опублікована, вона стала популярною в середовищі шанувальників групи і в молодіжній культурі загалом. Це призвело до того, що протягом декількох років маллет майже повсюдно висміювали.

## Відомі особи

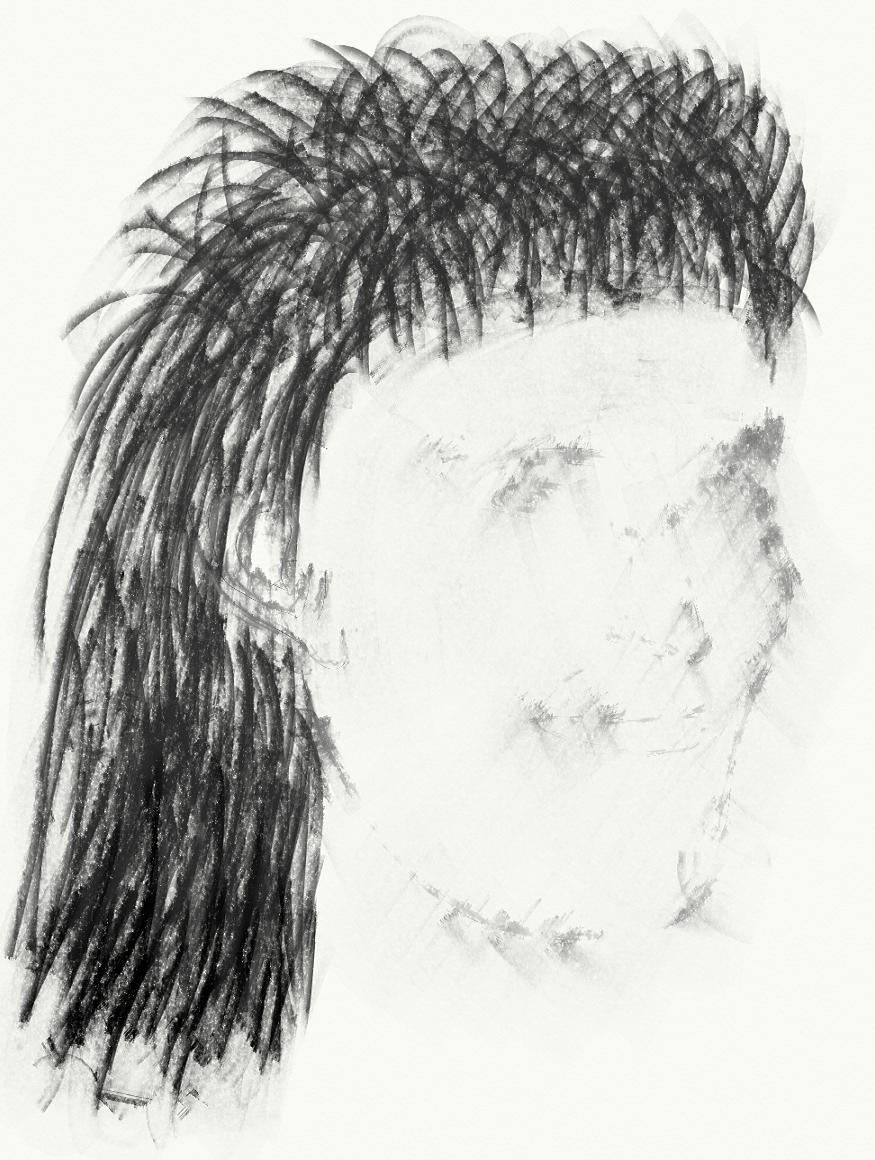
Маллет

У Радянському Союзі найвідомішими особами з зачіскою маллет були рок-музиканти Віктор Цой (з 1983), Костянтин Кінчев, який перейняв моду від американки Джоани Стінгрей тощо. Сьогодні маллет вельми популярний серед різних соціальних груп. У той же час, у США ставлення до зачіски неоднозначне. Традиційно так підстригаються мешканці американської глибинки та певні категорії громадян — реднеки, біле бидло тощо.
Серед найвідоміших: музиканти Девід Бові, Філ Коллінз і Пол Маккартні, кіноактор Мел Гібсон, хокеїст Вейн Грецкі, реслери Галк Гоган і Шон Майклз (до середини 1990-х), фігурист Джонні Вейр.
Також американській актрисі Крістен Стюарт для зйомок у фільмі «Раневей» довелося для зачіски маллет підстригти свої фірмові довгі кучері та перефарбуватися з каштанового на чорний колір.

## Різновиди
Існує велика кількість модифікацій зачіски маллет, наприклад скаллет (англ. skullet, від англ. Skull — череп). Скаллет — це вистрижена електричною машинкою «під нуль» (або облисіла в силу природних причин) голова з довгим волоссям ззаду.